# Reseda scoparia
Reseda scoparia är en resedaväxtart som beskrevs av Pierre Marie Auguste Broussonet och Carl Ludwig von Willdenow. Reseda scoparia ingår i släktet resedor, och familjen resedaväxter. Inga underarter finns listade i Catalogue of Life.

## Bildgalleri

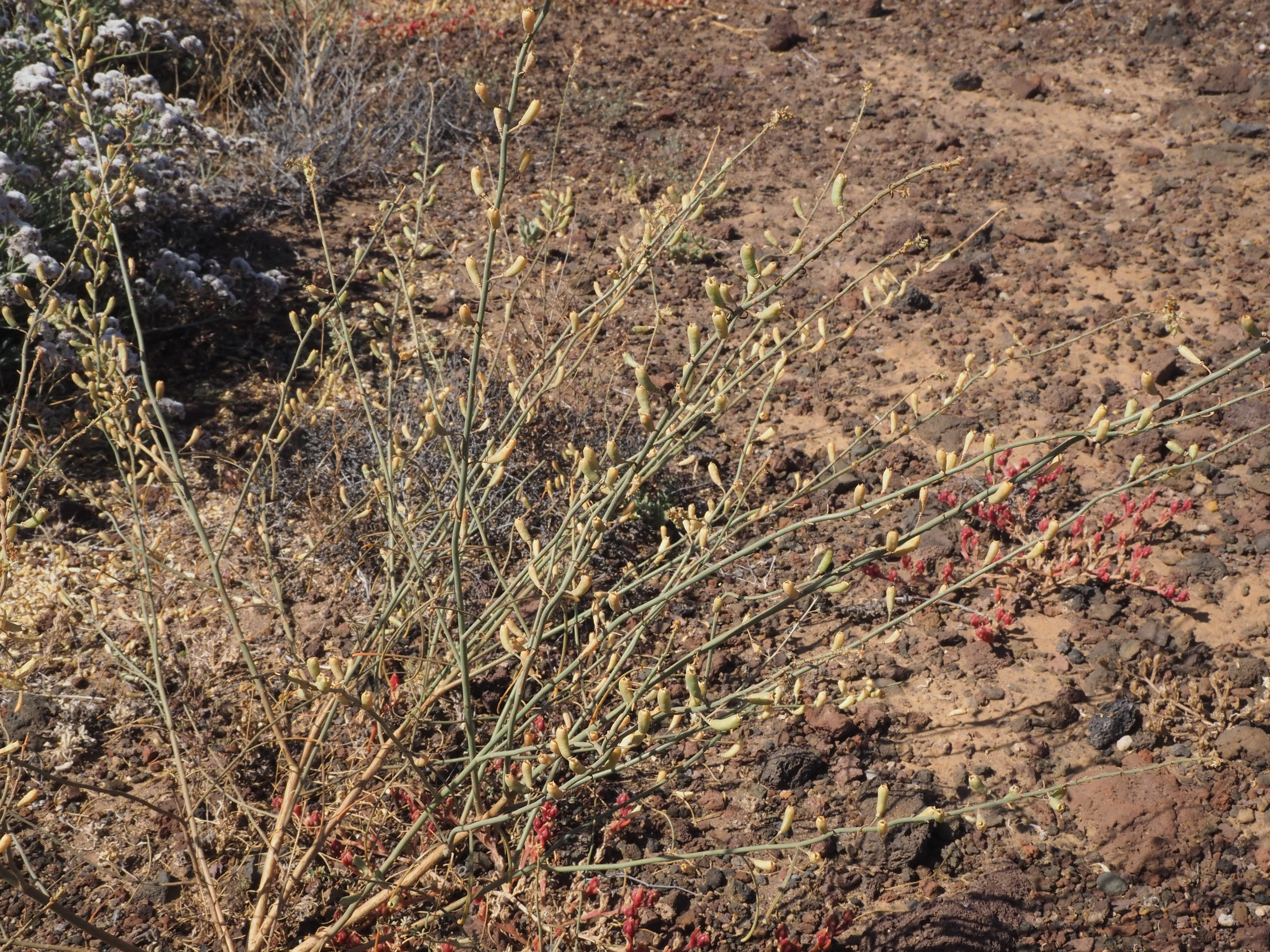
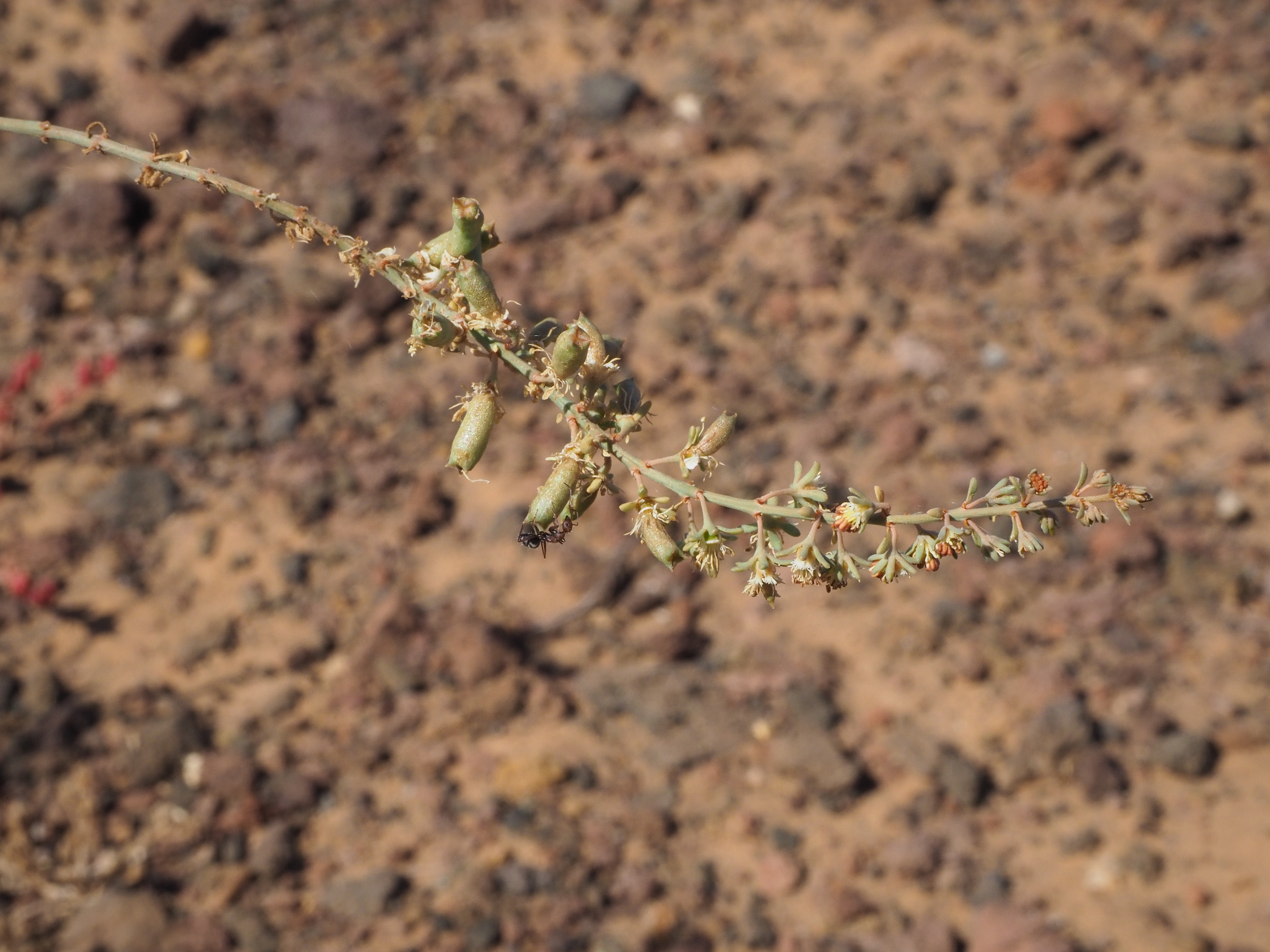
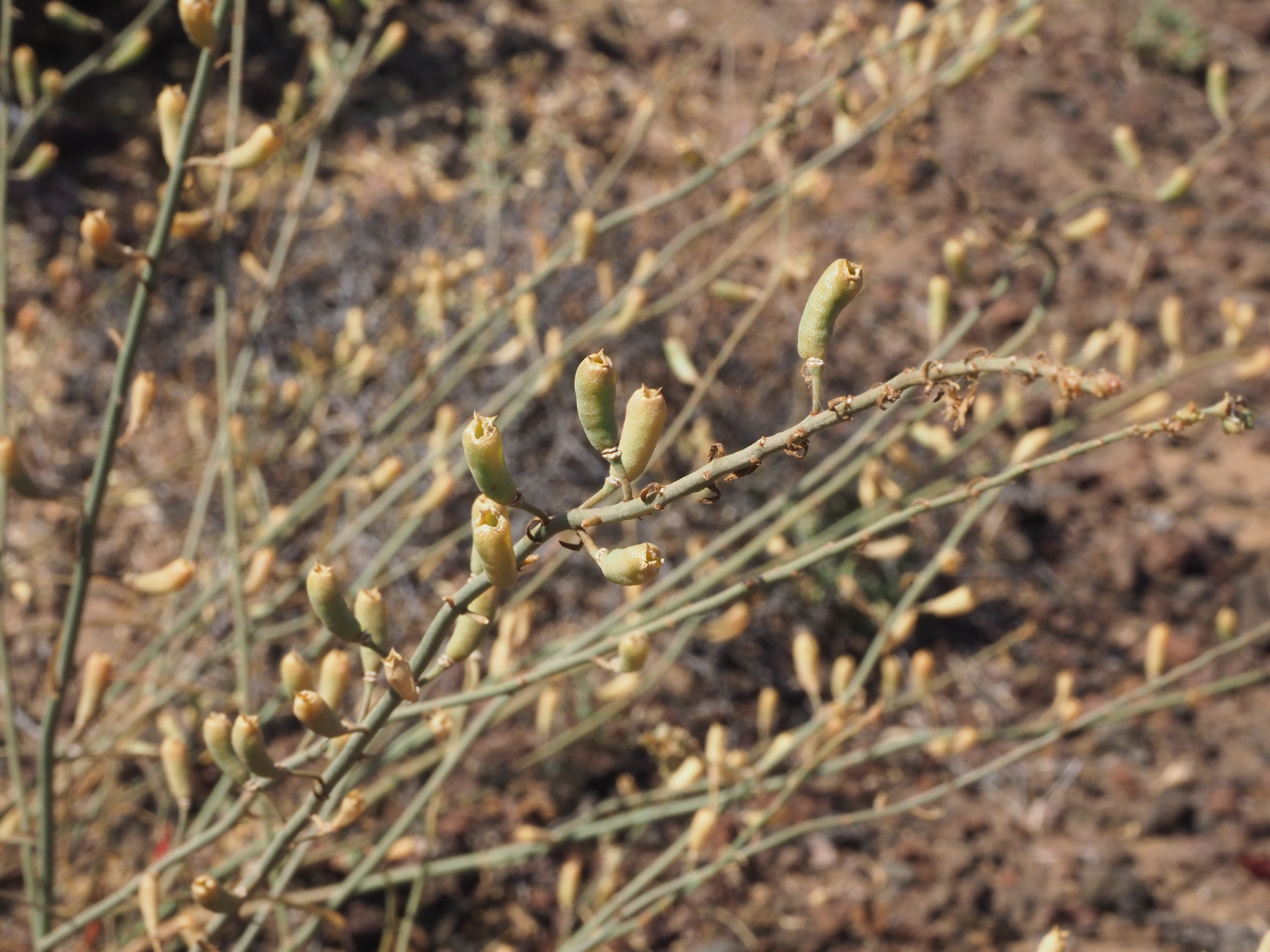